# ІС (танк)
Абревіатура ІС (від рос. ИС — Иосиф Сталин) — сімейство радянських танків, названих на честь Сталіна.
- ІС-1 — радянський важкий танк періоду німецько-радянської війни 1941—1945 рр.. Індекс 1 відповідає першій серійній моделі танка цього сімейства. У роки німецько-радянської війни разом з позначенням ІС-1 на рівних використовувалося назва ІС-85, в цьому випадку індекс 85 означає калібр основного озброєння машини.
- ІС-2 — радянський важкий танк періоду німецько-радянської війни.
- ІС-3 — радянський важкий танк періоду кінця Другої світової війни та післявоєнного періоду.
- ІС-4 — радянський важкий танк періоду після Другої світової війни.
- ІС-5 — проект радянського важкого танка.
- ІС-6 — дослідний радянський важкий танк.
- ІС-7 (об'єкт 260) — дослідний радянський важкий танк.
- ІС-8 — дослідний радянський важкий танк. Ранній варіант танка ІС-10.
- ІС-9 — досвідчений радянський важкий танк. Ранній варіант танка ІС-10.
- ІС-10 — радянський важкий танк періоду після німецько-радянської війни. Прийнятий на озброєння під індексом Т-10.